# Norra Strö
Norra Strö är kyrkbyn i Norra Strö socken i Kristianstads kommun i Skåne, belägen nordväst om Kristianstad. 
I Norra Strö ligger Norra Strö kyrka och Strö Gård.